# Орачевиці
Орачевиці (пол. Oraczewice) — село в Польщі, у гміні Хощно Хощенського повіту Західнопоморського воєводства.
Населення — 113 осіб (2011).
У 1975-1998 роках село належало до Гожовського воєводства.

## Демографія
Демографічна структура станом на 31 березня 2011 року:
|          | Загалом | Допрацездатний вік | Працездатний вік | Постпрацездатний вік |
| -------- | ------- | ------------------ | ---------------- | -------------------- |
| Чоловіки | 59      | 11                 | 46               | 2                    |
| Жінки    | 54      | 8                  | 40               | 6                    |
| Разом    | 113     | 19                 | 86               | 8                    |